# ICAO空港コードの一覧/KG-KM
ICAOコードによる空港の一覧：A - B - C - D - E - F - G - H - I - J - K（KA - KG - KN） - L - M - N - O - P - Q - R - S - T - U - V - W - X - Y - Z
この一覧では次のような形式で列挙する。
- ICAOコード（IATAコード）– 空港名 – 空港の所在地

## K – アメリカ合衆国
カテゴリと一覧も参照

### KG
- KGAB – Gabbs Airport（英語版） – Gabbs（英語版）
- KGAD – ノースイーストアラバマ地域空港（英語版） – ガズデン, アラバマ州
- KGAF (GAF) – Grafton Municipal Airport – Grafton（英語版）
- KGAG - Gage Airport（英語版） - Gage, Oklahoma（英語版）
- KGAI – Montgomery County Airpark（英語版） – ゲイザースバーグ
- KGBD – Great Bend市営空港（英語版） – Great Bend（英語版）
- KGBN – Gila Bend Air Force Auxiliary Field（英語版） – Gila Bend（英語版）
- KGBR – Walter J. Koladza Airport（英語版） – Great Barrington（英語版）
- KGCC (GCC) – ジレット＝キャンベル郡空港（英語版） – ジレット, ワイオミング州
- KGCD - Seneca Emergency Airstrip（英語版） - セネカ, オレゴン州
- KGCK (GCK) – Garden City地域空港（英語版） – Garden City（英語版）
- KGCM - Claremore地域空港（英語版） - Claremore, Oklahoma（英語版）
- KGCN (GCN) – グランド・キャニオン国立公園空港（英語版） – グランド・キャニオン国立公園, アリゾナ州
- KGDJ (GDJ) – Granbury市営空港（英語版） – Granbury（英語版）
- KGDM (GDM) – ガードナー市営空港（英語版） – ガードナー
- KGDP - Dell City Municipal Airport - Dell City, Texas（英語版）
- KGDV – Dawson Community Airport（英語版） – Glendive（英語版）
- KGDY – Grundy市営空港（英語版） – Grundy（英語版）
- KGED – サセックス郡空港（英語版） – ジョージタウン（英語版）, デラウェア州
- KGEG (GEG) – スポケーン国際空港 – スポケーン
- KGEU – グレンデール市営空港（英語版） – グレンデール, アリゾナ州
- KGEV – Ashe郡空港（英語版） – ジェファーソン（英語版）
- KGEY (GEY) – South Big Horn County Airport – Greybull（英語版）
- KGFA (GFA) – マルムストローム空軍基地 – グレートフォールズ, モンタナ州
- KGFK (GFK) – グランドフォークス国際空港 – グランドフォークス, ノースダコタ州
- KGFL (GFL) – Bennett Memorial Airport – グレンズフォールズ, ニューヨーク州
- KGGE – ジョージタウン郡空港（英語版） – ジョージタウン（英語版）, サウスカロライナ州
- KGGF – Grant市営空港（英語版） – Grant（英語版）
- KGGG (GGG) – East Texas地域空港（英語版） – ロングビュー, テキサス州
- KGGI – Grinnell Regional Airport – グリネル, アイオワ州
- KGGW (GGW) – グラスゴー空港（英語版） – グラスゴー（英語版）
- KGHG (GHG) – Marshfield Municipal Airport (Massachusetts)（英語版） – Marshfield（英語版）
- KGHM – Centerville Municipal Airport (Tennessee)（英語版） – Centerville（英語版）
- KGIC - Idaho郡空港（英語版） - Grangeville, Idaho（英語版）
- KGIF – Winter Haven's Gilbert Airport（英語版） – ウィンターヘイブン, フロリダ州
- KGJT (GJT) – グランドジャンクション地域空港（英語版） (Walker Field) – グランドジャンクション, コロラド州
- KGKJ – Port Meadville Airport（英語版） – Meadville（英語版）
- KGKT (GKT) – Gatlinburg-Pigeon Forge Airport（英語版） – セビア郡, テネシー州
- KGKY – アーリントン市営空港（英語版） – アーリントン, テキサス州
- KGLD – Renner Goodland Municipal Airport – Goodland（英語版）
- KGLH (GLH) – Mid Delta地域空港（英語版） – グリーンビル
- KGLS (GLS) – Scholes International Airport at Galveston（英語版） – ガルベストン, テキサス州
- KGLW – グラスゴー市営空港（英語版） – グラスゴー（英語版）, ケンタッキー州
- KGMJ - Grove市営空港（英語版） - Grove, Oklahoma（英語版）
- KGMU – グリーンビル・ダウンタウン空港（英語版） – グリーンビル, サウスカロライナ州
- KGNB – Granby-Grand County Airport – グランビー, コロラド州
- KGNC - Gaines County Airport - Seminole, Texas（英語版）
- KGNF – グレナダ市営空港（英語版） – グレナダ
- KGNG – Gooding Municipal Airport – Gooding（英語版）
- KGNI – Grand Isle Seaplane Base（英語版） – Grand Isle（英語版）
- KGNT – Grants-Milan Municipal Airport – グランツ
- KGNV (GNV) – ゲインズビル地域空港（英語版） – ゲインズビル, フロリダ州
- KGOK - Guthrie-Edmond地域空港（英語版） - Guthrie, Oklahoma（英語版）
- KGON (GON) – グロトン＝ニューロンドン空港（英語版） – グロトン / ニューロンドン, コネチカット州
- KGOO - Nevada County Air Park（英語版） - グラスバレー, カリフォルニア州
- KGOV – Grayling Army Airfield（英語版） – Grayling（英語版）
- KGPI - カリスペル空港（英語版） - カリスペル
- KGPT (GPT) – Gulfport-Biloxi国際空港（英語版） – ガルフポート, ミシシッピ州
- KGRB (GRB) – オースチン・ストローベル国際空港 – グリーンベイ, ウィスコンシン州
- KGRD – グリーンウッド郡空港（英語版） – グリーンウッド
- KGRF (GRF) – Gray Army Airfield（英語版） – Fort Lewis（英語版）
- KGRI (GRI) – Central Nebraska地域空港（英語版） – グランドアイランド, ネブラスカ州
- KGRK (GRK) – キリーン＝フォート・フッド地域空港（英語版） / Gray Army Airfield（英語版） – フォート・フッド, キリーン, テキサス州
- KGRN – Gordon Municipal Airport – Gordon（英語版）
- KGRR (GRR) – Gerald R. Ford国際空港（英語版） – グランドラピッズ, ミシガン州
- KGSB (GSB) – シーモア・ジョンソン空軍基地 – ゴールズボロ, ノースカロライナ州
- KGSO (GSO) – Piedmont Triad国際空港（英語版） – グリーンズボロ, ノースカロライナ州
- KGSP (GSP) – Greenville-Spartanburg国際空港（英語版） – グリア
- KGSW – Greater Southwest国際空港（英語版） – フォートワース (1970年代に閉鎖)
- KGTB (GTB) – Wheeler-Sack AAF（英語版） – Fort Drum（英語版）
- KGTE – Quinn Airport – Gothenburg（英語版）
- KGTF (GTF) – グレートフォールズ国際空港（英語版） – グレートフォールズ, モンタナ州
- KGTG – Grantsburg市営空港（英語版） – Grantsburg（英語版）
- KGTR – Golden Triangle地域空港（英語版） – コロンバス, ミシシッピ州
- KGTU – ジョージタウン市営空港（英語版） – ジョージタウン
- KGUC (GUC) – Gunnison郡空港（英語版） – Gunnison（英語版）
- KGUP (GUP) – Gallup市営空港（英語版） – Gallup（英語版）
- KGUS (GUS) – Grissom Air Reserve Base（英語版） – Peru（英語版）
- KGUY - Guymon市営空港（英語版） - Guymon, Oklahoma（英語版）
- KGVE – Gordonsville Municipal Airport – Gordonsville（英語版）
- KGVT – Majors Airport（英語版） – グリーンビル（英語版）, テキサス州
- KGVQ – Genesee郡空港（英語版） – バタビア
- KGWB – DeKalb County Airport – Auburn（英語版）
- KGWO (GWO) – Greenwood-Leflore Airport（英語版） – グリーンウッド, ミシシッピ州
- KGWR – Gwinner-Roger Melroe Field（英語版） – Gwinner（英語版）
- KGWS – グレンウッド・スプリングス市営空港 – グレンウッド・スプリングス, コロラド州
- KGWW (GWW) – Goldsboro-Wayne市営空港（英語版） – ゴールズボロ
- KGXA - Gray Butte Field - Lake Los Angeles, California（英語版）
- KGXY – Greeley-Weld郡空港（英語版） – グリーリー
- KGYB – Giddings-Lee郡空港（英語版） – Giddings（英語版）
- KGYH – Donaldson Center Airport（英語版） – グリーンビル, サウスカロライナ州
- KGYI (GYI) – Grayson郡空港（英語版） – デニソン, テキサス州
- KGYR – フェニックス・グッドイヤー空港 – フェニックス, アリゾナ州
- KGYY (GYY) – ゲーリー・シカゴ国際空港 – ゲーリー, インディアナ州
- KGZH – Middleton Field（英語版） – Evergreen（英語版）
- KGZL - Stigler地域空港（英語版） - Stigler, Oklahoma（英語版）

### KH
- KHAB – Marion County – Rankin Fite Airport（英語版） – ハミルトン（英語版）
- KHAF – ハーフムーンベイ空港（英語版） – ハーフムーンベイ, カリフォルニア州
- KHAE (HAE) – ハンニバル地域空港（英語版） – ハンニバル, ミズーリ州
- KHAO (HAO) – バトラー郡地域空港（英語版） – ハミルトン
- KHAR – Harford Airport – キャスパー, ワイオミング州
- KHBC – Mohall Municipal Airport – Mohall（英語版）
- KHBG – Chain Municipal Airport – ハッティズバーグ, ミシシッピ州
- KHBI – アシュボロ地域空港（英語版） – アシュボロ
- KHBR - Hobart市営空港（英語版） - Hobart, Oklahoma（英語版）
- KHBZ – Heber Springs市営空港（英語版） – Heber Springs（英語版）
- KHCD – Hutchinson Municipal Airport (Minnesota)（英語版） – Hutchinson（英語版）
- KHDE – Brewster Airport – Holdrege（英語版）
- KHDN (HDN) – Yampa Valley Airport（英語版） – Hayden（英語版）
- KHDO (HDO) – Hondo市営空港（英語版） – Hondo（英語版）
- KHEE – Thompson-Robbins Airport（英語版） – Helena（英語版）
- KHEF – マナサス地域空港（英語版） – マナサス, バージニア州
- KHEG – Herlong Airport（英語版） – ジャクソンビル, フロリダ州
- KHEI – Hettinger市営空港（英語版） – Hettinger（英語版）
- KHEQ – Holyoke Municipal Airport – Holyoke（英語版）
- KHEY (HEY) – Hanchey Army Heliport（英語版） – Fort Rucker（英語版） / オザーク（英語版）
- KHEZ – Natchez-Adams郡空港（英語版） – ナチェズ, ミシシッピ州
- KHFD (HFD) – Hartford-Brainard Airport（英語版） – ハートフォード, コネチカット州
- KHFF – Mackall Army Airfield（英語版） – Camp Mackall（英語版）
- KHGR (HGR) – ヘイガーズタウン地域空港（英語版） – ヘイガーズタウン, メリーランド州
- KHHF - Hemphill County Airport - Canadian, Texas（英語版）
- KHHR (HHR) – ホーソーン市営空港（英語版） – ホーソーン, カリフォルニア州
- KHHW - Stan Stamper市営空港（英語版） - Hugo, Oklahoma（英語版）
- KHIE – Mount Washington地域空港（英語版） – Whitefield（英語版）
- KHIF (HIF) – ヒル空軍基地 – オグデン, ユタ州
- KHII – レイクハバスシティ空港（英語版） – レイクハバスシティ, アリゾナ州
- KHIO – Hillsboro Airport（英語版） – ポートランド, オレゴン州
- KHJH – Hebron Municipal Airport – Hebron（英語版）
- KHJO (HJO) – ハンフォード市営空港（英語版） – ハンフォード, カリフォルニア州
- KHKA – Blytheville市営空港（英語版） – Blytheville（英語版）
- KHKS – Hawkins Field (airport)（英語版） – ジャクソン, ミシシッピ州
- KHKY (HKY) – ヒッコリー地域空港（英語版） – ヒッコリー
- KHLC – Hill City市営空港（英語版） – Hill City（英語版）
- KHLG – ホイーリング＝オハイオ郡空港（英語版） – ホイーリング, ウェストバージニア州
- KHLN (HLN) – ヘレナ地域空港（英語版） – ヘレナ, モンタナ州
- KHLX – Twin County Airport – Galax-Hillsville, Virginia
- KHLR (HLR) – フッド陸軍航空基地（英語版） – フォート・フッド / キリーン, テキサス州
- KHMN (HMN) – ホロマン空軍基地（英語版） – アラモゴード, ニューメキシコ州
- KHMS - リッチランド空港（英語版） - リッチランド, ワシントン州
- KHMT – Hemet-Ryan Airport（英語版） – Hemet（英語版）
- KHMZ – Bedford郡空港（英語版） – Bedford（英語版）
- KHND (HND) – Henderson Executive Airport（英語版） – ヘンダーソン, ネバダ州
- KHNZ – オックスフォード＝ヘンダーソン空港 – オックスフォード（英語版）
- KHOB (HOB) – Lea County地域空港（英語版） – Hobbs（英語版）
- KHOE – Homerville Airport（英語版） – Homerville（英語版）
- KHON (HON) – Huron地域空港（英語版） – Huron（英語版）
- KHOP (HOP) – キャンベル陸軍航空基地（英語版） – フォートキャンベル
- KHOT (HOT) – Memorial Field Airport（英語版） – ホットスプリングス, アーカンソー州
- KHOU (HOU) – ウィリアム・P・ホビー空港 – ヒューストン
- KHPN (HPN) – ウェストチェスター・カウンティ空港 – ホワイト・プレインズ, ニューヨーク州
- KHQG – Hugoton市営空港（英語版） – Hugoton（英語版）
- KHQM (HQM) – Bowerman Airport（英語版） – Hoquiam（英語版）
- KHQU – Thomson-McDuffie County Airport – Thomson（英語版）
- KHQZ (HQZ) – メスキート都市空港（英語版） – メスキート, テキサス州
- KHRI – Hermiston市営空港（英語版） – Hermiston（英語版）
- KHRJ (HRJ) – Harnett郡空港（英語版） – Erwin（英語版）
- KHRL (HRL) – バレー国際空港 – ハーリンジェン, テキサス州
- KHRO (HRO) – Boone County Airport (Arkansas)（英語版） – Harrison（英語版）
- KHRT - ハルバート・フィールド - メアリー・エスター（英語版）, フロリダ州
- KHRU (HRU) – Herington地域空港（英語版） – Herington（英語版）
- KHRX - Hereford Municipal Airport - Hereford, Texas（英語版）
- KHSA – Stennis国際空港（英語版） – ベイセントルイス
- KHSE – Billy Mitchell Airport（英語版） – Hatteras（英語版）
- KHSI – ヘイスティングズ市営空港（英語版） – ヘイスティングズ, ネブラスカ州
- KHSP (HSP) – Ingalls Field – Hot Springs（英語版）
- KHSR – Hot Springs市営空港（英語版） – Hot Springs（英語版）
- KHST (HST) – Homestead Joint Air Reserve Base（英語版） – Homestead（英語版）
- KHSV (HSV) – ハンツビル国際空港 (Carl T. Jones Field) – ハンツビル
- KHTH (HTH) – Hawthorne Industrial Airport（英語版） – ホーソーン（英語版）
- KHTO – East Hampton Airport（英語版） – East Hampton (town)（英語版）
- KHTS (HTS) – Tri-State Airport（英語版） – ハンティントン, ウェストバージニア州
- KHUA (HUA) – レッドストーン陸軍航空基地（英語版） – レッドストーン兵器廠 / ハンツビル
- KHUF (HUF) – テレホート国際空港（英語版） – テレホート, インディアナ州
- KHUL – ホールトン国際空港（英語版） – ホールトン
- KHUM – Houma-Terrebonne Airport（英語版） – Houma（英語版）
- KHUT (HUT) – Hutchinson Municipal Airport (Kansas)（英語版） – Hutchinson（英語版）
- KHVC – Hopkinsville-Christian郡空港（英語版） – ホプキンスビル, ケンタッキー州
- KHVE – Hanksville Airport – Hanksville（英語版）
- KHVN (HVN) – Tweed-New Haven Airport（英語版） – ニューヘイブン, コネチカット州
- KHVR – Havre City郡空港（英語版） – Havre（英語版）
- KHVS – Hartsville地域空港（英語版） – Hartsville（英語版）
- KHWD (HWD) – Hayward Executive Airport（英語版） – ヘイワード, カリフォルニア州
- KHWO – North Perry Airport（英語版） – ハリウッド, フロリダ州
- KHWQ – Wheatland郡空港（英語版） – Harlowton（英語版）
- KHWV – Brookhaven Airport（英語版） – Shirley（英語版）
- KHWY (HWY) – Warrenton-Fauquier Airport（英語版） – Warrenton（英語版）
- KHXD – ヒルトンヘッド空港（英語版） – ヒルトンヘッドアイランド
- KHXF – Hartford市営空港（英語版） – Hartford（英語版）
- KHYA (HYA) – Barnstable市営空港（英語版） – ハイアニス, マサチューセッツ州
- KHYI – サンマルコス市営空港（英語版） – サンマルコス, テキサス州
- KHYR – Sawyer郡空港（英語版） – Hayward（英語版）
- KHYS (HYS) – ヘイズ地域空港（英語版） – ヘイズ, カンザス州
- KHYW – Conway-Horry郡空港（英語版） – コンウェイ
- KHYX – Saginaw County H.W. Browne Airport（英語版） – サギノー, ミシガン州
- KHZE – Mercer County地域空港（英語版） – Hazen（英語版）
- KHZL – ヘイズルトン市営空港（英語版） – ヘイズルトン

### KI
- KIAB (IAB) – マッコーネル空軍基地（英語版） – ウィチタ, カンザス州
- KIAD (IAD) – ワシントン・ダレス国際空港 – ワシントンD.C.
- KIAG (IAG) – ナイアガラフォールズ国際空港（英語版） – ナイアガラフォールズ, ニューヨーク州
- KIAH (IAH) – ジョージ・ブッシュ・インターコンチネンタル空港 – ヒューストン
- KIBM – Kimball Municipal Airport (Arraj Field) – Kimball, Nebraska（英語版）
- KICR (ICR) – Winner地域空港（英語版） – Winner（英語版）
- KICT (ICT) – ウィチタ・ドワイト・D・アイゼンハワー国際空港 – ウィチタ, カンザス州
- KIDA (IDA) – アイダホフォールズ地域空港 – アイダホフォールズ, アイダホ州
- KIDI – Indiana County-Jimmy Stewart Airport（英語版） – インディアナ
- KIDL – インディアノーラ市営空港（英語版） – インディアノーラ
- KIDP – Independence Municipal Airport (Kansas)（英語版） – インディペンデンス, カンザス州
- KIEN - Pine Ridge Airport（英語版） - Pine Ridge, South Dakota（英語版）
- KIFP (IFP) – Laughlin/Bullhead国際空港（英語版） – Bullhead City（英語版）
- KIGM (IGM) – キングマン空港（英語版） – キングマン, アリゾナ州
- KIGX – Horace Williams Airport（英語版） – チャペルヒル, ノースカロライナ州
- KIIB – Independence Municipal Airport (Iowa)（英語版） – Independence（英語版）
- KIIY – Washington-Wilkes County Airport – ワシントン（英語版）
- KIJD – Windham Airport（英語版） – ウィリマンティック
- KIJX – Jacksonville Municipal Airport (not Imeson Field（英語版）) - Jacksonville, Illinois（英語版）
- KIKW (IKW) – Jack Barstow市営空港（英語版） – ミッドランド
- KILE (ILE) – Skylark Field（英語版） – キリーン, テキサス州
- KILG (ILG) – ニューカッスル空港 – ウィルミントン, デラウェア州
- KILM (ILM) – ウィルミントン国際空港（英語版） – ウィルミントン, ノースカロライナ州
- KILN (ILN) – Airborne Airpark（英語版） – ウィルミントン, オハイオ州
- KIML – Imperial Municipal Airport – Imperial（英語版）
- KIMM (IMM) – Immokalee Airport（英語版） – Immokalee（英語版）
- KIMS – マディソン市営空港（英語版） – マディソン（英語版）, インディアナ州
- KIND (IND) – インディアナポリス国際空港 – インディアナポリス
- KINJ (INJ) – Hillsboro Municipal Airport (Texas)（英語版） – Hillsboro（英語版）
- KINK - Winkler郡空港（英語版） - Kermit, Texas（英語版）
- KINS – クリーチ空軍基地（英語版） – インディアンスプリングス（英語版）, ネバダ州
- KINT (INT) – Smith Reynolds Airport（英語版） – ウィンストン・セーラム
- KINW (INW) – Winslow-Lindbergh地域空港（英語版） – Winslow（英語版）
- KIOW – アイオワシティ市営空港（英語版） – アイオワシティ
- KIPJ – リンカーン郡地域空港（英語版） – Lincolnton（英語版）
- KIPL – Imperial郡空港（英語版） – Imperial（英語版）
- KIPT (IPT) – ウィリアムズポート地域空港（英語版） – ウィリアムズポート, ペンシルベニア州
- KISM (ISM) – Kissimmee Gateway Airport（英語版） – キシミー
- KISN – スローリン・フィールド国際空港 – ウィリストン, ノースダコタ州
- KISO – Kinston Regional Jetport（英語版） (Stallings Field) – キンストン
- KISP (ISP) – ロングアイランド・マッカーサー空港 – Islip (town)（英語版）
- KISW – South Wood郡空港（英語版） (Alexander Field) – Wisconsin Rapids, Wisconsin（英語版）
- KITH (ITH) – Ithaca Tompkins地域空港（英語版） – イサカ, ニューヨーク州
- KITR – Kit Carson郡空港（英語版） – バーリントン（英語版）
- KIWA (AZA) – Phoenix-Mesa Gateway Airport（英語版） – メサ, アリゾナ州
- KIWI – ウィスカセット空港（英語版） – ウィスカセット
- KIXD – New Century AirCenter（英語版） – オレイサ, カンザス州
- KIYK – Inyokern Airport（英語版） – Inyokern（英語版）
- KIZA – Santa Ynez Airport（英語版） – Santa Ynez（英語版）
- KIZG – Eastern Slopes地域空港（英語版） – Fryeburg（英語版）

### KJ
- KJAC (JAC) – ジャクソンホール空港 – ジャクソンホール, ワイオミング州
- KJAN (JAN) – ジャクソン・エヴァース国際空港 – ジャクソン, ミシシッピ州
- KJAX (JAX) – ジャクソンビル国際空港 – ジャクソンビル, フロリダ州
- KJBR (JBR) – ジョーンズボロ市営空港（英語版） – ジョーンズボロ, アーカンソー州
- KJCT - Kimble County Airport - Junction, Texas（英語版）
- KJDN – Jordan Airport（英語版） – Jordan（英語版）
- KJEF – ジェファーソンシティ記念空港（英語版） – ジェファーソンシティ, ミズーリ州
- KJFK (JFK) – ジョン・F・ケネディ国際空港 – ニューヨーク, ニューヨーク州
- KJFX – Walker郡空港（英語版） (Bevill Field) – Jasper, Alabama（英語版）
- KJER – Jerome County Airport – Jerome（英語版）
- KJGG – ウィリアムズバーグ＝ジェームズタウン空港 – ウィリアムズバーグ, バージニア州
- KJHN – Stanton County市営空港（英語版） – ジョンソン（英語版）
- KJHW – Chautauqua County-Jamestown Airport（英語版） – ジェームズタウン, ニューヨーク州
- KJKA (GUF) – Jack Edwards Airport（英語版） – Gulf Shores（英語版）
- KJMS (JMS) – ジェームズタウン地域空港（英語版） – ジェームズタウン（英語版）, ノースダコタ州
- KJNX – Johnston County Airport – スミスフィールド
- KJQF (JQF) – コンコード地域空港（英語版） – コンコード
- KJRA – West 30th Street Heliport（英語版） – マンハッタン, ニューヨーク, ニューヨーク州
- KJRB (JRB) – ダウンタウン・マンハッタン・ヘリポート – マンハッタン, ニューヨーク, ニューヨーク州
- KJST (JST) – Johnstown-Cambria郡空港（英語版） – ジョンズタウン
- KJSV - Sallisaw市営空港（英語版） - Sallisaw, Oklahoma（英語版）
- KJVW – John Bell Williams Airport（英語版） – Raymond（英語版）
- KJWG - Watonga地域空港（英語版） - Watonga, Oklahoma（英語版）
- KJWN - John C. Tune Airport（英語版） - ナッシュビル, テネシー州
- KJYO (JYO) – Leesburg Executive Airport（英語版） – Leesburg（英語版）
- KJYR – ヨーク市営空港（英語版） – ヨーク（英語版）
- KJZI – Charleston Executive Airport（英語版） – チャールストン, サウスカロライナ州
- KJZP – Pickens County Airport (Georgia)（英語版） – Jasper（英語版）

### KK
- KKIC – Mesa Del Rey Airport（英語版） – King City（英語版）
- KKLS (KLS) – Southwest Washington地域空港（英語版） (was Kelso-Longview) – ケルソー, ワシントン州
- KKNB (KNB) – Kanab市営空港（英語版） – Kanab（英語版）

### KL
- KLAA – Lamar Municipal Airport (Colorado)（英語版） – ラマー
- KLAF (LAF) – Purdue University Airport（英語版） – ウェストラファイエット
- KLAL (LAL) – Lakeland Linder地域空港（英語版） – レイクランド, フロリダ州
- KLAM – ロスアラモス空港（英語版） – ロスアラモス
- KLAN (LAN) – ランシング首都圏国際空港 – ランシング, ミシガン州
- KLAR (LAR) – ララミー地域空港（英語版） – ララミー, ワイオミング州
- KLAS (LAS) – ハリー・リード国際空港 – ラスベガス
- KLAW - Lawton-Fort Sill地域空港（英語版） - ロートン, オクラホマ州
- KLAX (LAX) – ロサンゼルス国際空港 – ロサンゼルス
- KLBB (LBB) – ラボック・プレストン・スミス国際空港 – ラボック, テキサス州
- KLBE (LBE) – Arnold Palmer地域空港（英語版） (Westmore County Airport) – Latrobe, Pennsylvania（英語版）
- KLBF (LBF) – North Platte地域空港（英語版） (Lee Bird Field) – North Platte, Nebraska（英語版）
- KLBL (LBL) – Liberal市営空港（英語版） – Liberal（英語版）
- KLBR (LBR) – Clarksville/Red River郡空港（英語版） – Clarksville（英語版）
- KLBT – ランバートン市営空港（英語版） – ランバートン
- KLCG – Wayne Municipal Airport – Wayne（英語版）
- KLCK (LCK) – Rickenbacker国際空港（英語版） – コロンバス, オハイオ州
- KLCH (LCH) – レイクチャールズ地域空港（英語版） – レイクチャールズ
- KLCI – ラコニア市営空港（英語版） – ラコニア
- KLCQ – Lake City Gateway Airport (Florida)（英語版） – Lake City（英語版）
- KLDJ – リンデン空港（英語版） – リンデン, ニュージャージー州
- KLDM (LDM) – Mason County Airport (Michigan)（英語版） – Ludington（英語版）
- KLEB (LEB) – Lebanon Municipal Airport (New Hampshire)（英語版） – West Lebanon（英語版）
- KLEE (LEE) – Leesburg国際空港（英語版） – Leesburg（英語版）
- KLEM – Lemmon Municipal Airport – Lemmon（英語版）
- KLEW – Auburn/Lewiston市営空港（英語版） – オーバーン, メイン州
- KLEX – ブルーグラス空港 – レキシントン, ケンタッキー州
- KLFI – ラングレー空軍基地 – ハンプトン, バージニア州
- KLFK – Angelina郡空港（英語版） – Lufkin（英語版）
- KLFT – ラファイエット空港 – ラファイエット, ルイジアナ州
- KLGA – ラガーディア空港 – ニューヨーク
- KLGB – ロングビーチ空港 – ロングビーチ, カリフォルニア州
- KLGD – La Grande/Union郡空港（英語版） – ラグランド, オレゴン州
- KLGF - ラグーナ陸軍飛行場 (ユマ試験場（英語版）) – ユマ, アリゾナ州
- KLGU – Logan-Cache Airport（英語版） – ローガン, ユタ州
- KLHB – Hearne市営空港（英語版） – Hearne（英語版）
- KLHM – リンカーン地域空港（英語版） (Karl Harder Field) – リンカーン, カリフォルニア州
- KLHQ – Fairfield County Airport (Ohio)（英語版） – ランカスター（英語版）
- KLHV – William T. Piper Memorial Airport（英語版） – Lock Haven（英語版）
- KLHX – La Junta市営空港（英語版） – La Junta（英語版）
- KLHZ – フランクリン郡空港（英語版） – Louisburg（英語版）
- KLIC – Limon Municipal Airport – Limon（英語版）
- KLIT – Clinton National Airport（英語版） – リトルロック, アーカンソー州
- KLKP – レークプラシッド空港 – レークプラシッド, ニューヨーク州
- KLKR – ランカスター郡空港（英語版） (McWhirter Field) – ランカスター（英語版）
- KLKV – Lake County Airport (Oregon)（英語版） – レイクビュー, オレゴン州
- KLKU – Louisa郡空港（英語版） – Louisa（英語版）
- KLLJ – Challis Airport（英語版） – Challis（英語版）
- KLLQ – Monticello Municipal Airport (Arkansas)（英語版） (Ellis Field) – Monticello, Arkansas（英語版）
- KLLU – Lamar Municipal Airport (Missouri)（英語版） – Lamar（英語版）
- KLMO – Vance Brand Airport（英語版） – ロングモント
- KLMS – Louisville Winston County Airport – Louisville（英語版）
- KLMT – クラマスフォールズ空港（英語版） – クラマスフォールズ, オレゴン州
- KLNC – ランカスター空港（英語版） – ランカスター（英語版）
- KLNA – パームビーチ郡公園空港（英語版） (Lantana Airport) – ウェストパームビーチ
- KLND – Hunt Field（英語版） – Lander（英語版）
- KLNK – リンカーン空港（英語版） – リンカーン, ネブラスカ州
- KLNN – Willoughby Lost Nation市営空港（英語版） – Willoughby（英語版）
- KLNP – Lonesome Pine Airport（英語版） – Wise（英語版）
- KLNS – ランカスター空港（英語版） – ランカスター, ペンシルベニア州
- KLOL – Derby Airport (Nevada) – Lovelock（英語版）
- KLOU – Bowman Field (airport)（英語版） – ルイビル
- KLOR (LOR) – Lowe Army Heliport（英語版） – Fort Rucker（英語版） / オザーク（英語版）
- KLOZ – London-Corbin Airport（英語版） – ロンドン, ケンタッキー州
- KLPC – Lompoc Airport（英語版） – Lompoc（英語版）
- KLPR – ロレイン郡地域空港（英語版） – ロレイン, オハイオ州
- KLQK – Pickens County Airport (South Carolina)（英語版） – Pickens（英語版）
- KLQR – Larned-Pawnee County Airport – Larned（英語版）
- KLRD (LRD) – ラレド国際空港（英語版） – ラレド, テキサス州
- KLRF – リトルロック空軍基地（英語版） – ジャクソンビル（英語版）, アーカンソー州
- KLRG – リンカーン地域空港（英語版） – リンカーン（英語版）, メイン州
- KLRU – ラスクルーセス国際空港（英語版） – ラスクルーセス
- KLSB – Lordsburg Municipal Airport – Lordsburg（英語版）
- KLSE (LSE) – ラクロス地域空港（英語版） – ラクロス, ウィスコンシン州
- KLSF – Lawson Army Airfield（英語版） – フォート・ベニング, チャタフーチ郡, ジョージア州
- KLSK – Lusk Municipal Airport – Lusk（英語版）
- KLSN – Los Banos市営空港（英語版） – Los Banos（英語版）
- KLSV (LSV) – ネリス空軍基地 – ラスベガス, ネバダ州
- KLTS – (LTS) アルタス空軍基地（英語版） – アルタス（英語版）, オクラホマ州
- KLTY – Liberty County Airport (Montana)（英語版） – チェスター（英語版）, ミネソタ州
- KLUF (LUF) – ルーク空軍基地（英語版） – グレンデール, アリゾナ州
- KLUG – Ellington Airport (Tennessee)（英語版） – ルイスバーグ
- KLUL – Hesler-Noble Field（英語版） – ローレル
- KLVK – リバモア市営空港（英語版） – リバモア, カリフォルニア州
- KLVL – Lawrenceville/Brunswick Municipal Airport – ローレンスビル（英語版）, バージニア州
- KLVM – Mission Field（英語版） – Livingston（英語版）
- KLVN – Airlake Airport（英語版） – Lakeville（英語版）
- KLVS (LVS) – ラスベガス市営空港（英語版） – ラスベガス, ニューメキシコ州
- KLWB – Greenbrier Valley Airport（英語版） – ルイスバーグ（英語版）
- KLWC – ローレンス市営空港（英語版） – ローレンス, カンザス州
- KLWL – Wells Municipal Airport (Nevada)（英語版） – Wells（英語版）
- KLWM – ローレンス市営空港（英語版） – ローレンス, マサチューセッツ州
- KLWS – Lewiston-Nez Perce郡空港（英語版） – ルイストン, アイダホ州
- KLWT – ルイスタウン市営空港（英語版） – ルイスタウン（英語版）
- KLWV – Lawrenceville-Vincennes国際空港（英語版） – ローレンスビル（英語版）, イリノイ州
- KLXL – Little Falls/Morrison郡空港（英語版） (Lindbergh Field) – Little Falls, Minnesota（英語版）
- KLXN – Jim Kelly Field（英語版） – レキシントン（英語版）
- KLXT – リーズ・サミット市営空港（英語版） – リーズ・サミット
- KLXV – Lake County Airport (Colorado)（英語版） – Leadville（英語版）
- KLYH – リンチバーグ地域空港（英語版） – リンチバーグ, バージニア州
- KLYO – Lyons-Rice County Municipal Airport – Lyons（英語版）
- KLZU – Gwinnett郡空港（英語版） (Briscoe Field) – ローレンスビル, ジョージア州
- KLZZ – Lampasas Airport – Lampasas（英語版）

### KM
- KMAC – メイコン・ダウンタウン空港（英語版） – メイコン, ジョージア州
- KMAE – マデラ市営空港（英語版） – マデラ, カリフォルニア州
- KMAF (MAF) – ミッドランド国際空港 – ミッドランド, テキサス州
- KMAI – マリアナ市営空港（英語版） – マリアナ（英語版）
- KMAL – Malone-Dufort Airport（英語版） – Malone (village)（英語版）
- KMAN - ナンパ市営空港（英語版） - ナンパ, アイダホ州
- KMAO – Marion County Airport (South Carolina)（英語版） – Marion（英語版）
- KMAW – Malden市営空港（英語版） – Malden（英語版）, ミズーリ州
- KMBG – Mobridge市営空港（英語版） – Mobridge（英語版）
- KMBO – キャンベル空港（英語版） – マディソン
- KMBS (MBS) – MBS国際空港（英語版） – ミッドランド, ベイシティ, サギノー, ミシガン州
- KMBT (MBT) – マーフリーズボロ市営空港（英語版） – マーフリーズボロ, テネシー州
- KMCB (MCB) – マコーム＝パイク郡空港（英語版） (John E. Lewis Field) – マコーム
- KMCC (MCC) – McClellan Airfield（英語版） – サクラメント, カリフォルニア州
- KMCE – マーセド市営空港（英語版） – マーセド, カリフォルニア州
- KMCF (MCF) – マクディル空軍基地（英語版） – タンパ, フロリダ州
- KMCI (MCI) – カンザスシティ国際空港 – カンザスシティ, ミズーリ州
- KMCK (MCK) – McCook市営空港（英語版） – McCook（英語版）
- KMCN (MCN) – Middle Georgia地域空港（英語版） – メイコン, ジョージア州
- KMCO (MCO) – オーランド国際空港 – オーランド
- KMCW – Mason City市営空港（英語版） – Mason City（英語版）
- KMCZ – Martin郡空港（英語版） – Williamston（英語版）
- KMDD - Midland Airpark（英語版） - ミッドランド, テキサス州
- KMDQ (MDQ) – Madison County Executive Airport（英語版） (Tom Sharp Jr. Field) – ハンツビル
- KMDS – マディソン市営空港（英語版） – マディソン（英語版）, サウスダコタ州
- KMDT (MDT) – ハリスバーグ国際空港 – Middletown（英語版）
- KMDW (MDW) – シカゴ・ミッドウェー国際空港 – シカゴ
- KMDZ – Taylor County Airport (Wisconsin)（英語版） – Medford（英語版）
- KMEB – Laurinburg-Maxton Airport（英語版） – Maxton（英語版）
- KMEI (MEI) – Key Airport – メリディアン, ミシシッピ州
- KMEJ – Meade Municipal Airport – Meade（英語版）
- KMEM (MEM) – メンフィス国際空港 – メンフィス, テネシー州
- KMER (MER) – Castle Airport（英語版） – Atwater（英語版）
- KMEV – Minden-Tahoe Airport（英語版） – Minden（英語版）
- KMFE (MFE) – マッカレン＝ミラー国際空港（英語版） – マッカレン, テキサス州
- KMFI – Marshfield Municipal Airport (Wisconsin)（英語版） – Marshfield（英語版）
- KMFR (MFR) – Rogue Valley International-Medford Airport（英語版） – メドフォード, オレゴン州
- KMFV – Accomack郡空港（英語版） – Melfa（英語版）
- KMGE (MGE) – Dobbins Air Reserve Base（英語版） (NAS Atlanta) – マリエッタ, ジョージア州
- KMGG – Maple Lake市営空港（英語版） – Maple Lake（英語版）
- KMGJ – オレンジ郡空港（英語版） – Montgomery (town)（英語版）
- KMGM (MGM) – モンゴメリー地域空港（英語版） (Dannelly Field) – モンゴメリー, アラバマ州
- KMGW (MGW) – モーガンタウン市営空港（英語版） – モーガンタウン, ウェストバージニア州
- KMGY (MGY) – Dayton Wright Brothers Airport（英語版） – デイトン, オハイオ州
- KMHE – Mitchell市営空港（英語版） – Mitchell（英語版）
- KMHK (MHK) – マンハッタン地域空港（英語版） – マンハッタン, カンザス州
- KMHL – マーシャル記念市営空港（英語版） – マーシャル（英語版）
- KMHN – Hooker County Airport – Mullen（英語版）
- KMHR (MHR) – Mather Airport（英語版） – サクラメント, カリフォルニア州
- KMHS - Dunsmuir Municipal-Mott Airport（英語版） - Mount Shasta, California（英語版）
- KMHT (MHT) – マンチェスター・ボストン地域空港 – マンチェスター, ニューハンプシャー州
- KMHV – モハーヴェ空港 – モハーヴェ
- KMIA (MIA) – マイアミ国際空港 – マイアミ
- KMIB (MIB) – マイノット空軍基地 – マイノット, ノースダコタ州
- KMIC – Crystal Airport (Minnesota)（英語版） – Crystal（英語版）
- KMIO – マイアミ市営空港（英語版） – マイアミ（英語版）, オクラホマ州
- KMIT – Shafter Airport（英語版） – Shafter（英語版）
- KMIV (MIV) – Millville市営空港（英語版） – Millville（英語版）
- KMJX – Robert J. Miller Air Park（英語版） – トムズリバー
- KMKO - Davis Field (Oklahoma)（英語版） - Muskogee, Oklahoma（英語版）
- KMKA – ミラー市営空港（英語版） – ミラー（英語版）, サウスダコタ州
- KMKE (MKE) – ジェネラル・ミッチェル国際空港 – ミルウォーキー
- KMKJ – Mountain Empire Airport（英語版） – Marion-Wytheville, Virginia
- KMKL (MKL) – McKellar-Sipes地域空港（英語版） – ジャクソン, テネシー州
- KMKT (MKT) – Mankato地域空港（英語版） – マンケイト
- KMKY – Marco Island Airport（英語版） – ネイプルズ, フロリダ州
- KMLB (MLB) – メルボルン国際空港 – メルボルン, フロリダ州
- KMLC - McAlester地域空港（英語版） - McAlester, Oklahoma（英語版）
- KMLD – Malad City Airport – Malad City（英語版）
- KMLE - Millard Airport (Nebraska)（英語版） - オマハ
- KMLF (MLF) – Milford Municipal Airport – Milford（英語版）
- KMLI (MLI) – Quad City国際空港（英語版） – Moline（英語版）
- KMLS (MLS) – Miles City市営空港（英語版） – Miles City（英語版）
- KMLT – Millinocket市営空港（英語版） – Millinocket（英語版）
- KMLU (MLU) – モンロー地域空港（英語版） – モンロー, ルイジアナ州
- KMMH – マンモス・ヨセミテ空港 – Mammoth Lakes（英語版）
- KMMI – McMinn郡空港（英語版） – アセンズ（英語版）, テネシー州
- KMMK – Meriden Markham市営空港（英語版） – メリデン
- KMMS – Selfs Airport – Marks（英語版）
- KMMT – McEntire Joint National Guard Base（英語版） – Eastover（英語版）
- KMMU (MMU) – モリスタウン市営空港（英語版） – モリスタウン, ニュージャージー州
- KMMV (MMV) – McMinnville市営空港（英語版） – マクミンビル, オレゴン州
- KMNI – Santee Cooper地域空港（英語版） – Manning（英語版）
- KMNZ – ハミルトン市営空港（英語版） – ハミルトン（英語版）
- KMOB (MOB) – モービル地域空港（英語版） – モービル, アラバマ州
- KMOD (MOD) – Modesto City-County Airport（英語版） – モデスト
- KMOR – Moore-Murrell Airport（英語版） – モリスタウン（英語版）
- KMOT (MOT) – マイノット国際空港（英語版） – マイノット, ノースダコタ州
- KMPE – フィラデルフィア市営空港（英語版） – フィラデルフィア（英語版）, ミシシッピ州
- KMPI (MPI) – マリポサ＝ヨセミテ空港（英語版） – マリポサ, カリフォルニア州
- KMPJ – Petit Jean Park Airport（英語版） – Morrilton（英語版）
- KMPO – Pocono Mountains市営空港（英語版） – Mount Pocono（英語版）
- KMPR – McPherson Airport – McPherson（英語版）
- KMPV – Edward F. Knapp State Airport（英語版） – バリ-モントピリア, バーモント州
- KMQI – Dare County地域空港（英語版） – Manteo（英語版）
- KMQJ (MQJ) – インディアナポリス地域空港（英語版） – インディアナポリス
- KMQS – Chester County G O Carlson Airport（英語版） – Coatesville（英語版）
- KMQY (MQY) – スマーナ空港（英語版） – スマーナ, テネシー州
- KMRB (MRB) – Eastern West Virginia地域空港（英語版） (Shepherd Field) – マーティンズバーグ
- KMRF - Marfa市営空港（英語版） - Marfa, Texas（英語版）
- KMRH – Michael J. Smith Field（英語版） – ボーフォート
- KMRN (MRN) – Morganton-Lenior Airport（英語版） – モーガントン
- KMRY (MRY) – モントレー地域空港（英語版） – モントレー
- KMSL (MSL) – Northwest Alabama地域空港（英語版） – Muscle Shoals（英語版）
- KMSO (MSO) – ミズーラ国際空港（英語版） – ミズーラ, モンタナ州
- KMSN (MSN) – Dane County地域空港（英語版） – マディソン, ウィスコンシン州
- KMSP (MSP) – ミネアポリス・セントポール国際空港 – ブルーミントン, ミネソタ州
- KMSS (MSS) – Massena国際空港（英語版） – Massena (village)（英語版）
- KMSV – Sullivan County国際空港（英語版） – Monticello（英語版）
- KMSY (MSY) – ルイ・アームストロング・ニューオーリンズ国際空港 – ニューオーリンズ
- KMTC (MTC) – Selfridge Air National Guard Base（英語版） – Mt. Clemens（英語版）
- KMTH (MTH) – Florida Keys Marathon Airport（英語版） – Marathon（英語版）
- KMTJ – Montrose地域空港（英語版） – Montrose（英語版）
- KMTN (MTN) – Martin State Airport（英語版） – ボルチモア
- KMTP (MTP) – Montauk Airport（英語版） – Montauk（英語版）
- KMTV – Blue Ridge Airport（英語版） – マーティンズビル, バージニア州
- KMTW – マニトワック郡空港（英語版） – マニトワック, ウィスコンシン州
- KMUO (MUO) – マウンテンホーム空軍基地（英語版） – マウンテンホーム（英語版）, アイダホ州
- KMUT – Muscatine市営空港（英語版） – Muscatine（英語版）
- KMUU – Huntingdon County Airport – Mount Union（英語版）
- KMVC (MVC) – モンロー郡空港（英語版） – モンロービル（英語版）
- KMVI – Monte Vista Municipal Airport – Monte Vista（英語版）
- KMVL – Morrisville-Stowe State Airport（英語版） – Morrisville（英語版）
- KMVM – マチャイアス・バレー空港（英語版） – マチャイアス
- KMVY (MVY) – Martha's Vineyard Airport（英語版） – Vineyard Haven（英語版）
- KMWH – グラント郡国際空港 – モーゼスレイク, ワシントン州
- KMWK – Mount Airy/Surry郡空港（英語版） – マウント・エアリー
- KMXA – Manila市営空港（英語版） – Manila（英語版）
- KMXF (MXF) – マクスウェル空軍基地（英語版） – モンゴメリー, アラバマ州
- KMXO – Monticello地域空港（英語版） – Monticello（英語版）
- KMYF – Montgomery Field（英語版） – サンディエゴ
- KMYL – McCall Airport（英語版） – McCall（英語版）
- KMYR (MYR) – マートルビーチ国際空港 – マートルビーチ
- KMYV (MYV) – Yuba郡空港（英語版） – メアリーズビル, カリフォルニア州
- KMYZ – Marysville Municipal Airport – Marysville（英語版）
- KMZJ (MZJ) – Pinal Airpark（英語版） – ピナル郡